# Nuerové

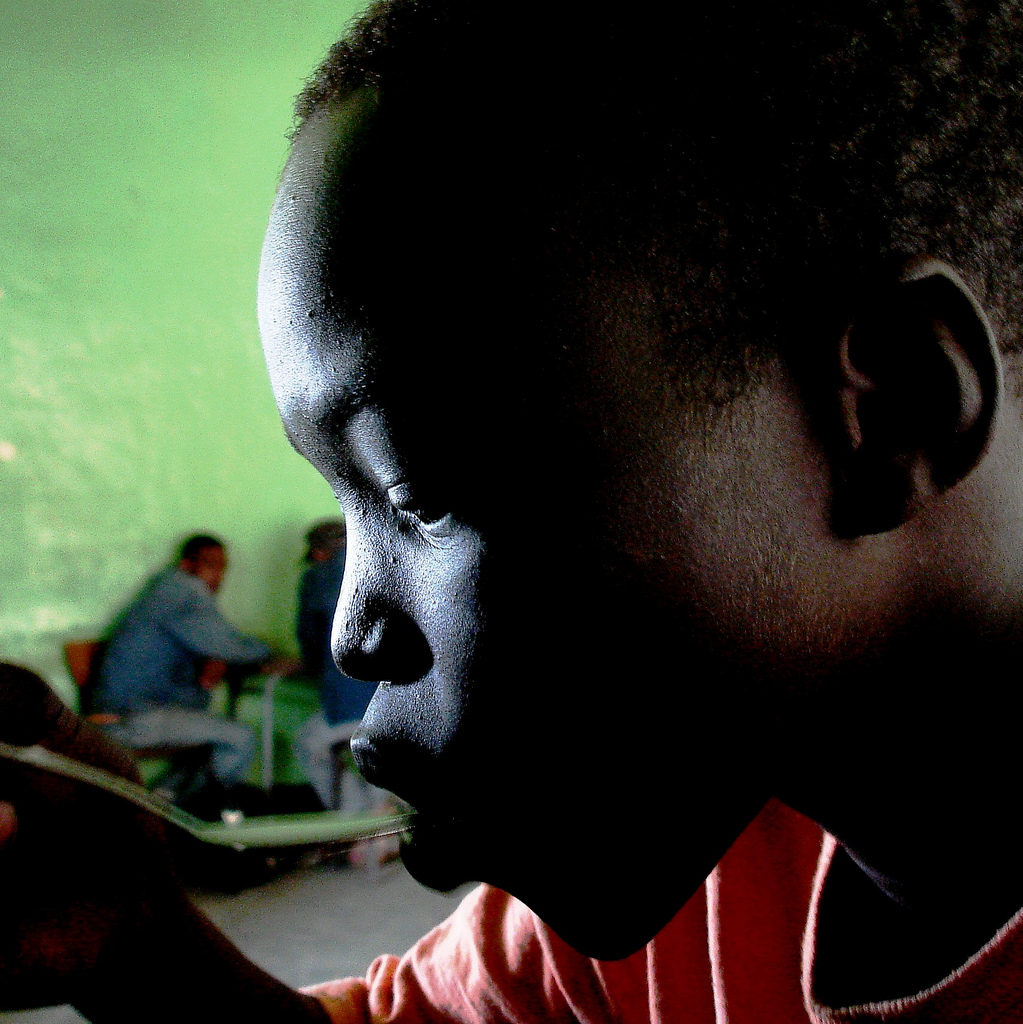
Chlapec z kmene Nuer

Nuerové nebo také Naath, jak sami sebe označují , jsou africkým černošským etnikem, které patří do skupiny nilotských kmenů. Niloté je společný název pro černošské kmeny a národnosti žijící ve vnitrozemí východní a severovýchodní Afriky. Naath znamená v překladu lidé. Ve světě Nuery znají spíše pod označením Naath. Tento kmen má mnoho společného s kmenem Dinka a to jejich původ a Dinkové také přejímali zvyky od Nuerů. I název Nuerové pochází z jazyka Dinků. Postupně se tyto dvě skupiny osamostatnily. Anujakové, kteří tvoří nejpočetnější skupinu v Gambelle, jsou dalším kmenem, který je velmi podobný Nuerům.

## Odkud pocházejí

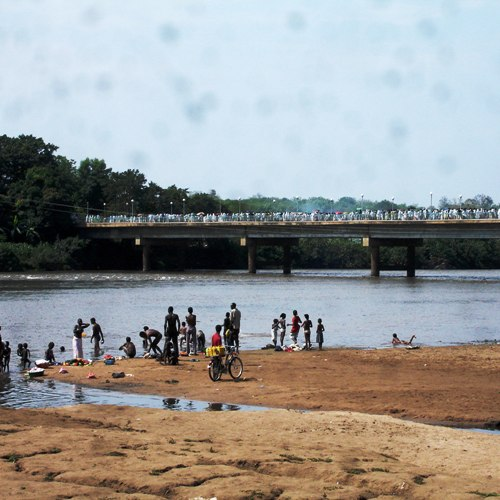
Řeka Baro v Gambelle

Domovem nilotsky hovořících skupin jsou teplé oblasti Afriky, náhorní plošiny horního povodí Nilu, jižní Súdán. Z oblasti jižního Súdánu se Niloté postupně dostávali dál na jih východní Afriky. Nejstarší nilotští pastevci sem přišli patrně již v 1. tisíciletí před naším letopočtem. Nuerové jsou původními obyvateli severovýchodní Afriky. Zavedli v těchto oblastech chov dobytka. Převážná většina z nich žije v jižní části Súdánu, v provincii Horního Nilu, zde se usadili kolem roku 1500 našeho letopočtu. Představují nejsevernější větev z nilotských skupin. Nejstarší členové z nich věří, že jejich kmen pochází z místa velkého stromu. Odtud se pak dále rozšiřoval do jiných míst, jelikož zde nebylo tolik pastvin pro chov jejich dobytka, který byl stále početnější.

## Kde žijí
Po Dinka tvoří Nuerové nejpočetnější etnikum žijící v Súdánu. Počet Nuerů je zde kolem milionu. Nejvíce jich tedy nalezneme v místě jejich původu, na jihu Súdánu. Část z nich se nachází také v Etiopii, kolem 40 tisíc. Žijí hlavně na severu Etiopie a to především v oblasti Gambelly na hranicích se Súdánem. Do oblasti Gambelly se ze Súdánu začali stěhovat díky občanské válce a vytvářeli zde uprchlické tábory podél řeky Baro. V roce 1994 zde bylo asi 65 tisíc Nuerů, což tvořilo 27 procent obyvatelstva státu Gambella.

## Charakteristika Nuerů
Nuerové jsou chovateli dobytka, pastýři, chovají skot. Jsou na dobytku závislí, dobytek je jejich nejcennějším vlastnictvím. Z něj si berou produkty, převážně mléko, také moč, maso se konzumuje jen při výjimečných událostech jako jsou různé oslavy svatby a podobně. Dobytek je také prostředkem směny a nástrojem řešení různých problémů mezi jejich členy. Směňují jej za zboží, ale je například i prostředkem výměny při dohodách o sňatcích. Čím početnější má Nuer stádo, tím větší je jeho postavení ve skupině. Nuerové jsou patriarchální společností, žijí v chýších a dělí se dále do různých podskupin. Velmi důležité jsou pro ně sňatky mezi jejich členy. Muž má jednu ženu, se kterou jsou si navzájem věrní, ovšem v určitých případech se mohou i rozvést. Turisty a jiné návštěvníky nevítají Nuerové moc přívětivě. Mají rádi svoje soukromí a obávají se cizinců, kteří by je mohli z jejich sídlišť vyhnat. Většina Nuerů je negramotných. Ve vesnicích jsou základní školy s jedním učitelem, ale mnozí Nuerové si myslí, že vzdělání je pro ně zbytečné.

## Fyzický vzhled
Nilotské kmeny jsou nejvyšší a nejtmavší lidskou skupinou v Africe, většina z nich měří 180 cm a více. Typickým znakem pro Neury je tedy vysoká postava. Muži mají obřízku, jizvy na čele, kterých je maximálně šest, a většinou nenosí žádný oděv. Ženy nosí krátké sukně z různých materiálů, většina kouří dýmku a zdobí se různými náhrdelníky, korálky a čelenkami. Mužům chybí také dva prostřední spodní zuby. Jakmile chlapec dovrší 15 let, provede se rituál, při kterém jsou mu vyžahnuty jizvy na čelo a od této doby je považován za muže.

## Náboženství
Nuerové věří v jednoho boha, kterého označují Kuoth. Kuoth je bůh oblohy, duch, který skrze slunce, déšť, nebo například duhu, proniká na zemský povrch. Spolu s Kuoth jsou v nebi také jiní duchové, kteří řídí činnosti na zemi. Věří, že po smrti duše putuje do nebe k bohu, proto obětují zvíře, aby duši jako stín odvedl k bohům. Velká část z nich je křesťanského vyznání. Modlí se každý den brzy ráno. V modlitbách prosí boha o mír, o nasměrování všech Nuerů na správnou cestu víry a podobně. Ovšem věří i v jinou nadpřirozenost, existenci nadpřirozených mocí. Mají i svá náboženství, například krávy jsou u nich posvátné, uctívají je. Jejich náboženství je určitá forma totemismu. Totemem jsou pro ně převážně živočichové a rostlinstvo, ale uctívají i netypické neživé věci.

## Konflikty Nuerů
Kvůli tomu, že Nuerové žijí v chudé a nehostinné krajině, docházelo ke konfliktům mezi nimi a jinými etnickými skupinami. Jednalo se převážně o konflikty zemědělců s pastevci, což jsou i Nuerové.
Skupiny Nuer a Dinka byly někdy považovány za jeden kmen. Britové, kteří zabrali území Súdánu na počátku 20. století, se snažili o oddělení těchto kmenů. Mezi Dinka a Nuer začaly boje o půdu. Kmen byl také velmi ovlivněn občanskými válkami v Súdánu. Kmeny Nuer a Dinka byly součástí Súdánské lidově osvobozenecké armády, která od roku 1983 bojovala proti islamisticky zaměřené státní vládě v Chartúmu. V roce 1991 došlo k jejich rozdělení do dvou skupin, a tak začaly tvrdé boje mezi těmito militarizovanými členy těchto kmenů na jihu Súdánu, útoky byly zaměřené především na venkovské civilní obyvatelstvo Nuer a Dinka. Od té doby byly zničeny na stovky společenství těchto dvou kmenů. Největší násilnosti probíhaly v západní části Horního Nilu a na východu v Bahr al-Ghazál. Tyto nepokoje trvaly až do roku 1999, kdy proběhla mírová konference, poté se situace na jihu na čas zklidnila. Ústřední mocnosti také podporovaly války mezi těmito kmeny, jelikož se chtěly zmocnit ropných zdrojů na jejich území. Od okamžiku, kdy začaly kmeny mezi sebou bojovat došlo k rozpadu jejich základních hodnot a zásad, ve které věřily. Tak dochází k velkému ohrožení těchto venkovských komunit žijících na jihu Súdánu.